# Public Health Schweiz

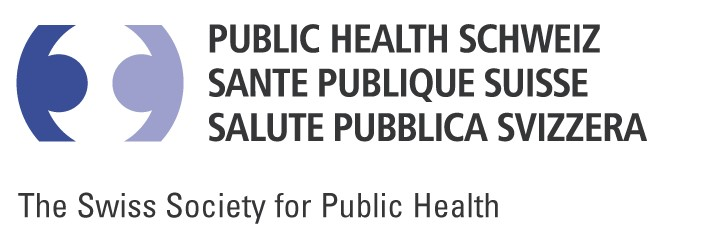

Public Health Schweiz ist ein nationaler Fachverband, der sich für optimale Rahmenbedingungen für die Gesundheit der Bevölkerung in der Schweiz einsetzt. Der Verein entstand 1972 aus der Fusion der Schweizerischen Gesellschaft für Präventivmedizin und der Schweizerischen Gesellschaft für Sozialmedizin. Er ist eine unabhängige Plattform für Fachfragen im Bereich Public Health. Der Verein hat 653 Einzelmitglieder, 111 Kollektiv- und 22 Gönnermitglieder (Stand 31. Dezember 2016).

## Ziel
Public Health Schweiz hat das Ziel, zum Erreichen und Erhalten eines möglichst guten Gesundheitszustands in der Schweiz beizutragen. Die Arbeit des Fachverbands basiert auf wissenschaftlichen Grundlagen und fördert den interprofessionellen und interdisziplinären Austausch zwischen Personen und Organisationen, die sich für die Weiterentwicklung und Verbesserung der öffentlichen Gesundheit in der Schweiz einsetzen.

## Aktivitäten

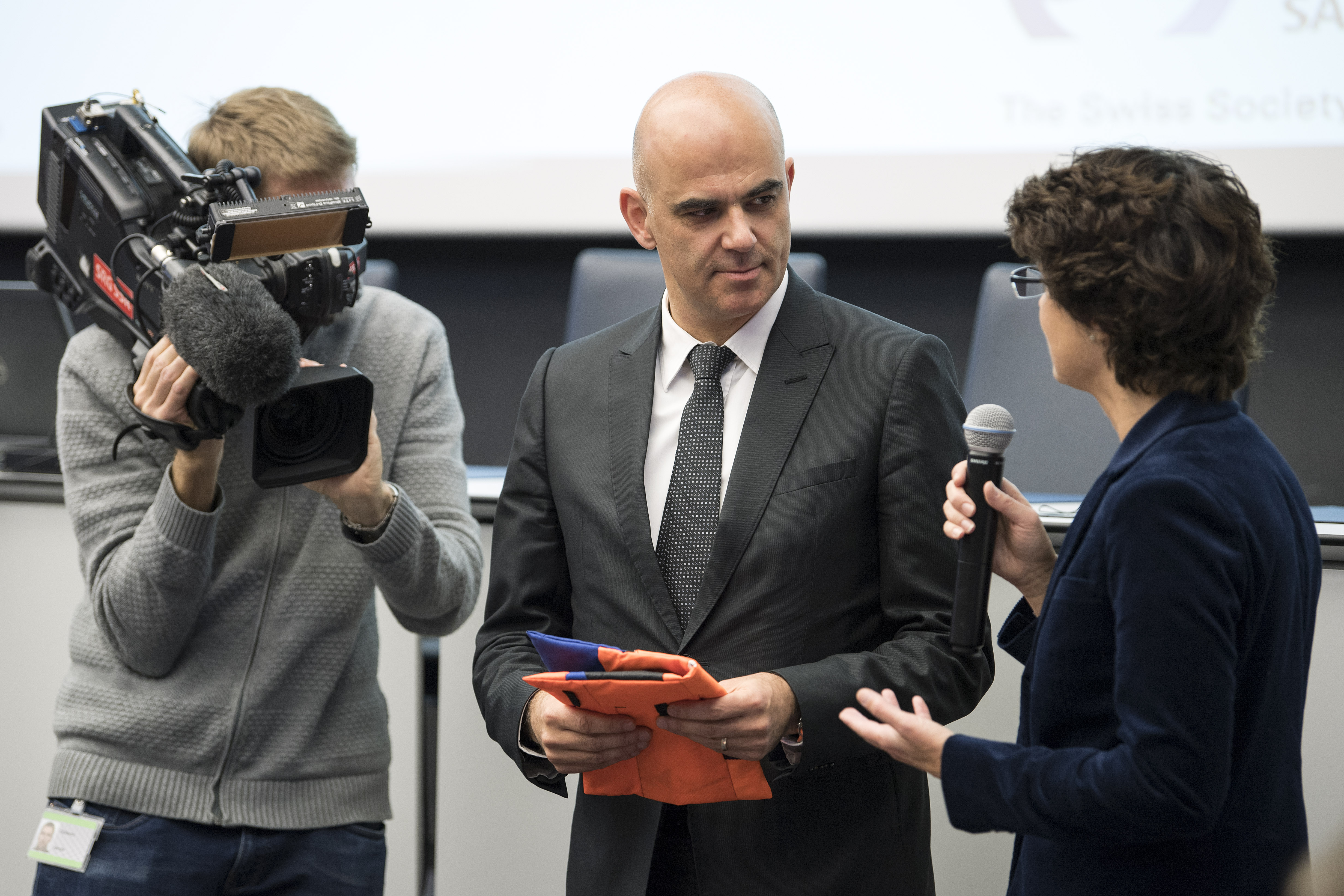
Bundesrat Alain Berset und Public Health Schweiz-Präsidentin Ursula Zybach an der Swiss Public Health Conference 2016.

Public Health Schweiz beteiligt sich an der öffentlichen Diskussion zu Public Health-Themen und bezieht Stellung zu gesundheitspolitischen Ereignissen. Zudem bietet der Fachverband verschiedene Veranstaltungen, die den gesundheitspolitischen Diskurs fördern und Mitgliedern und anderen im Gesundheitsbereich tätigen Personen die Möglichkeit geben, sich auszutauschen und zu vernetzen. Wichtig sind in diesem Zusammenhang insbesondere die jährlich stattfindende Swiss Public Health Conference und verschiedene Symposien zu Themen der öffentlichen Gesundheit.

### Swiss Public Health Conference
Die Swiss Public Health Conference ist eine Veranstaltung für Public-Health-Fachleute in der Schweiz. 2016 wurde die Konferenz erstmals gemeinsam von Public Health Schweiz und der Swiss School of Public Health (SSPH+) organisiert. Jedes Jahr wird eine für die öffentliche Gesundheit relevante Thematik aufgegriffen und im Konferenzprogramm umgesetzt.

### Symposien
Mit den von Public Health Schweiz organisierten Symposien werden aktuelle Themen aufgegriffen und Fachdiskussionen angestossen. Neben Inputs aus Wissenschaft und Berufspraxis bieten diese Veranstaltungen die Möglichkeit, sich zu vernetzen.

## Organisation und Struktur
Public Health Schweiz setzt sich aus den folgenden Organen zusammen: Mitgliederversammlung, Fachrat, Vorstand, Fachgruppen und Revisionsstelle. Die operative Leitung von Public Health Schweiz wird von der Geschäftsstelle übernommen, die die jeweiligen Organe in der Umsetzung ihrer Beschlüsse unterstützt. Aktuelle Präsident von Public Health Schweiz ist seit Juni 2022 Thomas Steffen.
Die Fachgruppen sind Zusammenschlüsse von Mitgliedern von Public Health Schweiz, die ein Fachthema, eine berufliche Funktion oder einen beruflichen Abschluss gemeinsam haben. Sie erarbeiten Grundlagendokumente, arbeiten mit externen Organisationen zusammen und geben bei Public Health Schweiz fachrelevante Inputs für Stellungnahmen, Diskussionen und weitere Aktivitäten. Inhaltliche Schwerpunkte der Fachgruppen sind Epidemiologie, Ernährung, Kinder- und Jugendgesundheit, Mental Health, Gesundheitsförderung und Global Health.

## Geschichte
Die öffentliche Gesundheit hat in der Schweiz eine lange Tradition, die bis in die Zeit der Aufklärung zurückgeht. 1761 veröffentlichte der Lausanner Arzt Auguste Tissot das Werk Avis au peuple sur sa santé, das sich in Folge in ganz Europa verbreitete und in 17 Sprachen übersetzt wurde. Der Zürcher Stadtarzt Hans Caspar Hirzel brachte das Buch 1762 in deutscher Übersetzung unter dem Titel Anleitung für das Landvolk in Absicht auf seine Gesundheit heraus. Im 19. Jahrhundert entwickelte sich langsam die professionalisierte akademische Medizin. Zwischen 1860 und 1910 war die Hochblüte der Hygiene und daraus entwickelte sich das Fach der öffentlichen Gesundheitspflege. Seine Vertreter gründeten schon früh eigene Fachgesellschaften. 1899 wurde die Schweizerische Gesellschaft für Schulgesundheitspflege gegründet. Aus dieser Vorläuferorganisation entstand 1920 die Schweizerische Gesellschaft für Gesundheitspflege, daraus später die Schweizerische Gesellschaft für Präventivmedizin. Diese fusionierte 1972 mit der Schweizerischen Gesellschaft für Sozialmedizin zur Schweizerischen Gesellschaft für Sozial- und Präventivmedizin. Sie wurde 1996 zur Schweizerischen Gesellschaft für Prävention und Gesundheitswesen und 2005 zu Public Health Schweiz.